# Llei General d'Accés de les Dones a una Vida Lliure de Violència
La Llei General d'Accés de les Dones a una Vida Lliure de Violència és una llei general mexicana que té per objecte prevenir, sancionar i erradicar la violència contra les dones. Va entrar en vigor l'any 2007 i ha estat modificada diverses vegades.

## Història
L'antecedent va ser l'estudi Investigación Diagnóstica sobre la Violencia Feminicida en la República Mexicana, fet entre el 2005 i el 2006 per encàrrec de la Cambra de Diputats. Va ser la primera recerca científica quantitativa i qualitativa respecte la violència de gènere realitzada al país mexicà. La conclusió de l'estudi fou que la violència contra les dones s'emmarcava en una condició cultural de discriminació contra la dona, és a dir, que era un fenomen estructural.
A partir d'aquest estudi, les comissions d'Equitat i Gènere, l'Especial de Feminicidis i l'Especial d'Infància, Adolescència i Famílies elaboraren el text de la que seria la llei. Més endavant, la Comissió de Justícia i Drets Humans va emetre un dictamen favorable. Després, fou aprovada unànimament a la Cambra dels Diputats de la LIX Legislatura i amb majoria, amb un sol vot en contra, al Senat. Finalment fou publicada al Diari Oficial de la Federació de l'1 de febrer de 2007.
La llei donava sis mesos als estats perquè legislaren dins les seues competències concurrents.

## Contingut
La llei defineix els tipus de violència contra la dona, tots considerats delictes: física, sexual, psicològica, econòmica i patrimonial. Les modalitats són: familiar, comunitària, laboral i educativa, institucional i feminicida.
En el seu contingut reflecteix part de les propostes de Beijing +5 i +10.
En les actuacions institucionals per a complir la llei, s'exigeix que s'eviten les mesures conciliadores i que se separe la víctima de l'agressor.
També queda establert en la llei que s'han de fer estudis periòdics amb perspectiva de gènere respecte a la violència de gènere.